# 1676 w literaturze
Wydarzenia literackie w 1676 roku.

## Nowe książki
- polskie

## Zmarli
- Paul Gerhardt, niemiecki poeta